# Lagoa do Piauí
Lagoa do Piauí est une municipalité brésilienne située dans l'État du Piauí.